# Festival En Vivo
El Festival En Vivo (también conocido como En Vivo Festival o simplemente En Vivo) fue un festival musical que se celebraba anualmente en la Comunidad de Madrid desde el año 2010 al 2012 y en Bilbao en el año 2013 por la promotora musical Last Tour. Se trataba de un macrofestival compuesto principalmente por artistas nacionales, con algunos grupos internacionales de primera línea.
Su primera edición tuvo lugar durante los días: 30 de septiembre y 1 y 2 de octubre de 2010, en Getafe (Madrid). Concretamente en el Getafe Open Air, el mismo recinto que acoge otros festivales, como las primeras ediciones del Sonisphere -que posteriormente se mudó al auditorio John Lennon, donde también se desarrolló la única entrega de su predecesor, el Electric Weekend.
La segunda edición del En Vivo también se celebró en el mismo emplazamiento original, los días 8, 9 y 10 de septiembre de 2011.
Fue en el año 2012 cuando la organización decidió trasladar el evento al auditorio Miguel Ríos de Rivas-Vaciamadrid, donde el festival se llevó a cabo durante el último fin de semana de septiembre: 27, 28 y 29.
Para la cuarta edición, la organización del festival quiso organizar dicho evento en tres ciudades simultáneamente (Rivas en Madrid, Barcelona y Bilbao). Finalmente, debido al escaso número de ventas se realizó únicamente en Bilbao en el Monte Cobetas, donde también se realiza el Bilbao BBK Live.

## Edición 2010
El Festival En Vivo contó con cuatro escenarios, en los que estuvieron representados estilos como el rock, el metal, el punk, el rap o la world music.
Dentro del rock destacó la presencia de artistas como Fito y Fitipaldis, Rosendo, Los Suaves, Ilegales, Siniestro Total, Celtas Cortos o Burning, todos ellos con varias décadas de trayectoria a sus espaldas. Artistas consagrados en los últimos diez años como Ska-P, La Cabra Mecánica o Quique González también formaron parte del Festival En Vivo.
El metal llegó de la mano de Hamlet, Narco, Def Con Dos, Su Ta Gar o Koma o la revisión de todos estos estilos que ha hecho una gran realidad como ya son Berri Txarrak.
El punk y el rock duro también estuvieron presentes en En Vivo: clásicos de la época dorada del punk como Evaristo Páramos, de La Polla Records, con su nueva banda Gatillazo, Goar Cicatriz (con el único miembro vivo de los legendarios Cicatriz) o Reincidentes.
En lo que se refiere a world music, flamenco fusión o mestizaje, hubo una amplia representación encabezada por grupos como Ojos de Brujo, Canteca de Macao, Terrakota y O'funk'illo.
Otro de los estilos que tuvo un peso importante en En Vivo fue el rap. Los mejores nombres del género en España estuvieron en Getafe: Mala Rodríguez, Violadores del Verso, SFDK, Tote King, La Excepción, Nach, Duo Kie o Falsalarma, entre otros.
Por último, también hubo bandas tributo a leyendas como Iron Maiden, AC/DC, The Clash, Rage Against The Machine, Platero y Tú o Extremoduro.
La primera edición de En Vivo tuvo lugar en el Getafe Open-Air, un recinto de 63.000 metros cuadrados situado en Getafe (Madrid), a escasos metros del Cerro de los Ángeles, una fantástica zona verde con árboles donde se situó la zona de acampada de 200.000 metros cuadrados. Getafe está situado 13 kilómetros al sur del centro de Madrid y destaca por tener unas excelentes comunicaciones, ya que se puede llegar a la ciudad en Metro, tren (cercanías) o autobús interurbano desde Madrid.

### Distribución del cartel por días
| Jueves, 30 de septiembre | Viernes, 1 de octubre | Sábado, 2 de octubre |
| --- | --- | --- |
| Def Con Dos Narco Obus Albertucho Poncho K Koma Kaotiko A palo seko Calaña Saratoga Goar Cicatriz El Combo Linga Terrakota El Desván del Duende | Bebe Ska-P Macaco Rosendo Ojos de Brujo Sôber Reincidentes Violadores del Verso Mala Rodríguez Siniestro Total O'funk'illo Boikot Avalanch Su Ta Gar Nach El Chojin VKR Hablando En Plata Shotta Duo Kie La Gripe Biok | Fito y Fitipaldis Celtas Cortos Los Suaves La Cabra Mecánica Quique González Soziedad Alkoholika CPV SFDK La Excepción Tote King Ilegales Berri Txarrak Hamlet Canteca de Macao Burning Gatillazo Falsalarma Chacho Brodas Juaninacka y Dj Makei Xhelazz Havalina |
| Bandas tributo | | |
| Invaders (Tributo Iron Maiden) Fitolix y Los Barra Americana (Tributo Fito & Fitipaldis) Metalmania (Tributo Metallica)                         | The Bon Scott Band (Tributo AC/DC) The Radio Clash (Tributo The Clash) Los Platero (Tributo Platero y Tú) Guerrilla (Tributo Rage Against The Machine)                                                                 | Gansos Rosas (Tributo Guns N' Roses) De Acero (Tributo Extremoduro) Powerages (Tributo AC/DC) |

## Edición 2011
La edición de 2011 tuvo lugar los días 8, 9 y 10 de septiembre, también en el municipio de Getafe. En esta edición este festival demostró su consolidación en el panorama estatal al ser el festival con más asistencia de público del país (más de 65.000 personas por día).
El Getafe Open Air acogió el que posiblemente fue el mejor festival del año en España, con un escenario menos que en la edición anterior y con un precio muy reducido, que varió de 28 a 45 euros, el festival fue amenizado por bandas de carácter internacional como The Offspring, Bad Manners o The Toy Dolls, que tuvieron gran éxito en sus actuaciones.
Pero en un festival de estas características, son los grupos nacionales los que encuentran su lugar. Bandas como Boikot, Mägo de Oz, Los Delinqüentes o Koma pasearon sus temas por los escenarios del Getafe En Vivo, haciendo las delicias de sus seguidores. No faltó a la cita el sempiterno e incansable Rosendo, que hizo botar tanto a jóvenes como a veteranos, con canciones míticas como Maneras de vivir, Flojos de Pantalón y Agradecido.
También fue notable el éxito de bandas de rap y estilos similares como, SFDK, Swan Fyahbwoy, Duo Kie, Darmo, Rapsusklei y Mas Graves. La carpa que acogía el escenario que les fue asignado se veía desbordada en casi todos los conciertos.

### Distribución del cartel por días
| Jueves, 8 de septiembre | Viernes, 9 de septiembre | Sábado, 10 de septiembre |
| --- | --- | --- |
| Oh Murray La Pulquería Las Pelotas Los Suaves Mägo de Oz Bad Manners Trashtucada The Rebels La Hostia Dr Sapo Más Graves (varios MCs) Foreign Beggars | Censurados Angelus Apatrida Amparo Sánchez Rosendo The Toy Dolls O'Funk'Illo Koma Tonino Carotone Benito Kamelas Mojinos Escozíos The Specials Los Delinqüentes Boikot Pachamama Crew Swan Fyahbwoy DJ Vadim presents The Electric Duo Kie Rapsusklei Nach Tote King | Chivo Chivato Vendetta Kiko Veneno Txarrena The Offspring Muchachito Bombo Infierno The Locos Dikers Alamedadosoulna Celtas Cortos Sôber La Fuga La Pegatina Matador Rockers Darmo ZPU Falsalarma IAM SFDK |
| Bandas tributo | | |
| P.P.M. (Tributo Ramones) A Pelo y Tú (Tributo Platero y tú) Guerrilla (Tributo Rage Against The Machine)                                              | De Acero (Tributo Extremoduro) Rock Star (Tributo bandas internacionales) | Sho Hai (Tributo Violadores del Verso) Powerages (Tributo AC/DC) Barrena (Tributo Barricada) |

## Edición 2012
La tercera edición del En Vivo se celebró los días 27, 28 y 29 de septiembre de 2012, en el auditorio Miguel Ríos de Rivas-Vaciamadrid, lugar al que, tras dos festivales celebrados en Getafe, la organización decidió trasladar este evento musical.
El plato fuerte, que congregó al mayor número de personas, fue el concierto de Extremoduro. Este directo, enmarcado dentro de la gira del grupo denominada Robando perchas del hotel, fue el único programado en ese periodo en la Comunidad de Madrid. Durante más de dos horas, el grupo de rock extremeño interpretó temas de sus dos últimos discos, La ley innata y Material defectuoso, además de algunos grandes éxitos.
El cartel lo completaron multitud de bandas y artistas, entre los que destacan Soulfly, Bad Religion, Macaco, Chambao, Los Suaves, Rosendo, The Locos, Def con Dos, Sôber, Skunk D.F., Boikot, El Drogas, Violadores del Verso, Nach, SFDK, La Excepción, Ojos de Brujo, Canteca de Macao, Kiko Veneno y Bongo Bontrako, entre otros muchos.
También fueron protagonistas las inclemencias meteorológicas, principalmente la lluvia, que estuvo constantemente presente durante la jornada del jueves y, sobre todo, la del viernes, en la que actuó con especial virulencia. De esta forma, la lluvia, el barro y el frío también quisieron hacer acto de presencia, de una forma similar a la del Viña Rock del año 2007, celebrado en Benicasim. No obstante, el mal tiempo no impidió que en la taquilla se colgase el cartel de no hay billetes, pues la organización consiguió vender los 55.000 bonos disponibles

### Distribución del cartel por días
| Jueves, 27 de septiembre | Viernes, 28 de septiembre | Sábado, 29 de septiembre |
| --- | --- | --- |
| Soulfly Los Suaves Mojinos Escozíos The Locos Canteca de Macao Bongo Botrako Silencio Absoluto Deep End Niño Mandarina Duo Kie Morodo Fyahbwoy Kultama & The Buntaman Band Gordo Master Night Symphony | Bad Religion Macaco Sôber Rosendo Celtas Cortos Kiko Veneno Obus Boikot Skunk DF Lenacay Nach CPV Falsalarma Chacho Brodas Cookin' Bananas Iván Nieto Rapvivoros Chambao Rocket | Extremoduro El Drogas Berri Txarrak Def Con Dos El Puchero del Hortelano Benito Kamelas Leo Jiménez The Rebels Violadores del Verso SFDK La Excepción Shotta Rapsusklei & The Flow Fanatics Alberto Gambino & Kungfu-metas Dremen Ojos de Brujo Porco Bravo Kon 1 Par |
| Bandas tributo | | |
| A Pelo y Tú (Tributo Platero y Tú) Cover Inc. (Tributo bandas internacionales) | The Buzz Lovers (Tributo Nirvana) De Acero (D. A. 0) (Tributo Extremoduro) | Guerrilla (Tributo Rage Against The Machine) |

## Edición 2013
Por  primera vez, la organización del festival quiso organizar dicho evento en tres ciudades simultáneamente: Rivas en Madrid, Barcelona y Bilbao. Finalmente se canceló la propuesta, debido al escaso número de entradas anticipadas vendidas, así que, el festival se celebró únicamente en la ciudad bilbaína, durante los días 30 y 31 de agosto de 2013.

### Distribución del cartel por días
| Viernes, 30 de agosto | Sábado, 1 de septiembre |
| --- | --- |
| Within Temptation Berri Txarrak Reincidentes Shikari Sound System Celtas Cortos Banda Bassotti Kaotiko Lendakaris Muertos Potato | The Offspring The Toy Dolls El Drogas Soziedad Alkoholika Mägo de Oz Rulo y la contrabanda Boikot Segismundo Toxicomano Los Zigarros Porco Bravo |
| Bandas tributo | |
| Guerrilla (Tributo Rage Against the Machine) Poerages (Tributo AC/DC)                                                            | Karkoma (Tributo Extremoduro) |